# Antične rimske merske enote
Antični rimski merski sistem je bil zasnovan na helenskem merskem sistemu z egipčanskimi, hebrejskimi in mezopotamskimi primesmi. Bil je   razmeroma skladen in dobro dokumentiran.

## Dolžina
Rimska enota za dolžino je bil pes ali rimski čevelj.  Raziskave njegove povezave z angleškim čevljem segajo nazaj vsaj do leta 1647, ko je John Greaves objavil svojo Razpravo o rimskem čevlju. 
Greaves je leta 1639 obiskal Rim in med rugim izmeril čevelj na nagrobniku Tita Stalija Apra,  čevelj na Kosucijevem kipu, Vespazijanov kongij, katerega je pred njim izmeril španski jezuitski učenjak Juan Bautista Villalpando, številne medeninaste merilna palice, ki jih je odkril v rimskih ruševinah, tlakovce v Panteonu in drugih antičnih  rimskih zgradbah  in razdalje med miljniki na Apijevi cesti. Ugotovil je, da je Kosucijev čevelj "pravi rimski čevelj". Svoje meritve je primerjal z železnim standardnim angleškim čevljem iz londonske mestne hiše in objavil naslednjo primerjavo:
| Vir                                                                     | Vrednost v angleških čevljih | Metrični ekvivalent |
| ----------------------------------------------------------------------- | ---------------------------- | ------------------- |
| čevelj na Kosucijevem kipu                                              | 0,967                        | 294,7 mm            |
| čevelj na Stacilijevem spomeniku                                        | 0,972                        | 296,3 mm            |
| čevelj Juana Bautista Villalpanda, izračunan iz Vespazijanovega kongija | 0,986                        | 300,5 mm            |
| • Metrični ekvivalenti so približni.                                    |                              |                     |

Smith (1851) je objavil vrednost 0,9708 angleškega čevlja ali približno 295,9 mm. Sedanja splošno sprejeta vrednost rimskega čevlja je 296 mm.
Rimski čevelj se je delil ali kot grški pous na 16 digiti (prst) ali na dvanajst unciae (palec). Frontin v 1. stoletju n. št. piše, da se je digitus uporabljal v Kampaniji in večjem delu Italije. Osnovne antične rimske mere za dolžino so bile:
| Rimska enota | Slovensko ime  | Razmerje   | Angleški ekvivalent                   | Metrični ekvivalent | Opis             |
| --- | -------------- | ---------- | ------------------------------------- | ------------------- | ---------------- |
| digitus | prst           | 1⁄16 pesa  | 0,0607 čevlja (0,728 palca)           | 18,5 mm             |                  |
| uncia ali pollex | palec          | 1⁄12 pesa  | 0,0809 čevlja (0, 971palca)           | 24, mm              |                  |
| palmus | širina dlani   | 1⁄4 pesa   | 0,243 čevlja                          | 74 mm               |                  |
| palmus major | dolžina dlani  | 3⁄4 pesa   | 0,728 čevlja                          | 222 mm              | v poznem obdobju |
| pes | čevelj         | 1 pes      | 0, 971 čevlja                         | 296 mm              |                  |
| palmipes |                | 1⁄4 pedes  | 1,214 čevlja                          | 370 mm              |                  |
| cubitus | komolec        | 1⁄2 pedes  | 1,456 čevlja                          | 444 mm              |                  |
| gradus ali pes sestertius | korak          | 21⁄2 pedes | 2,427 čevlja                          | 0,74 m              |                  |
| passus | (dvojni) korak | 5 pedes    | 4,854 čevlja                          | 1,48 m              |                  |
| decempeda ali pertica | merilna palica | 10 pedes   | 9,708 čevlja                          | 2,96 m              |                  |
| actus (dolžinski) |                | 120 pedes  | 116,496 čevlja                        | 35,5 m              |                  |
| stadium | stadij         | 625 pedes  | 607,14 čevlja                         | 190,5 m             |                  |
| mille passuum ali milliarium | milja          | 5000 pedes | 4854 čevljev (0,919 standardne milje) | 1,48 km             |                  |
| gallic leuga | liga           | 7500 pedes | 7281 čevljev (1,379 standardne milje) | 2,22 km             |                  |
| • Vsi podatki, razen posebej označenih, so iz Smith (1851).Angleški in metrični ekvivalenti so približni, izračunani iz razmerja 1 pes = 0,9708 angleškega čevlja = 296 mm. |                |            |                                       |                     |                  |

## Ploščina
Najpogostejše antične rimske ploščinske enote so bile:
| Rimska enota | Slovensko ime    | Razmerje     | Metrični ekvivalent | Opis                                           |
| --- | ---------------- | ------------ | ------------------- | ---------------------------------------------- |
| pes quadratus | kvadratni čevelj | 1 pes²       | 0,0876 m²           |                                                |
| scrupulum ali decempeda quadrata |                  | 100 pedes²   | 8,76 m²             | kvadrat standardne 10 čeveljske merilne palice |
| actus simplex |                  | 480 pedes²   | 42,1 m²             | 4 × 120 pedes                                  |
| uncia |                  | 2400 pedes²  | 210 m²              |                                                |
| clima |                  | 3600 pedes²  | 315 m²              | 60 × 60 pedes                                  |
| actus quadratus ali acnua |                  | 14400 pedes² | 1262 m²             | v Galiji so jo imenovali tudi arpennis         |
| jugerum |                  | 28800 pedes² | 2523 m²             |                                                |
| heredium |                  | 2 jugera     | 5047 m²             |                                                |
| centuria |                  | 200 jugera   | 50,5 ha             | pred tem 100 jugera                            |
| saltus |                  | 800 jugera   | 201,9 ha            |                                                |
| • Vsi podatki, razen posebej označenih, so iz Smith (1851). Metrični ekvivalenti so približni, izračunani iz razmerja 1 pes = 296 mm. |                  |              |                     |                                                |

Columella v svoji De re rustica opisuje tudi druge merske enote za ploščino, med njimi porca (180 × 30 rimskih čevljev = približno 473 m²), ki so jo uporabljali v Betiki, in galski candetum ali cadetum, ki je imel v mestu osnovo 100 čevljev, na podeželju pa 150 čevljev. Columella daje tudi uncijsko delitev jugeruma, ki jo je v naslednji tabeli prikazal neznan prevajalec Millarjeve izdaje iz leta 1745:
| Rimska enota | Rimski kvadratni čevelj | Ulomljeni del jugeruma | Metrični ekvivalent | Opis              |
| --- | ----------------------- | ---------------------- | ------------------- | ----------------- |
| dimidium scrupulum | 50                      | 1⁄576                  | 4,38 m²             |                   |
| scrupulum | 100                     | 1⁄288                  | 8,76 m²             |                   |
| duo scrupula | 200                     | 1⁄144                  | 17,5 m²             |                   |
| sextula | 400                     | 1⁄72                   | 35,0 m²             |                   |
| sicilicus | 600                     | 1⁄48                   | 52,6 m²             |                   |
| semiuncia | 1200                    | 1⁄24                   | 105 m²              |                   |
| uncia | 2400                    | 1⁄12                   | 210 m²              |                   |
| sextans | 4800                    | 1⁄6                    | 421 m²              |                   |
| quadrans | 7200                    | 1⁄4                    | 631 m²              |                   |
| triens | 9600                    | 1⁄3                    | 841 m²              |                   |
| quincunx (kvinkus) | 12000                   | 5⁄12                   | 1051 m²             |                   |
| semis | 14400                   | 1⁄2                    | 1262 m²             | = actus quadratus |
| septunx | 16800                   | 7⁄12                   | 1472 m²             |                   |
| bes | 19200                   | 2⁄3                    | 1682 m²             |                   |
| dodrans | 21600                   | 3⁄4                    | 1893 m²             |                   |
| dextans | 24000                   | 5⁄6                    | 2103 m²             |                   |
| deunx | 26400                   | 11⁄12                  | 2313 m²             |                   |
| jugerum | 28800                   | 1                      | 2523 m²             |                   |
| • Vsi podatki, razen posebej označenih, so iz Smith (1851). Metrični ekvivalenti so približni, izračunani iz razmerja 1 pes = 296 mm. |                         |                        |                     |                   |

## Prostornina
Prostorninske enote za tekočine in razsute snovi so temeljile na sekstariju. Ker se ni ohranil noben primerek standarda, strokovnjaki domnevajo, da je meril od 0,53 l do 0,58 l. Cardarellijeva vrednost je 0,54928 l.
Ker so Rimljani sekstarij definirali kot 1⁄48 kvadrantne amfore, ki je merila en kubični čevelj, je pri vrednosti 1 čevelj = 296 mm sekstarij meril približno 540,3 ml, kar se ujema s predpostavljeno vrednostjo. 

### Enote za tekočine
Rimski vrč, tako imenovana kvadrantna amfora, je merila en kubični čevelj. Manjši congius je meril pol kubičnega čevlja.  
| Rimska enota                                                                                   | Slovensko ime | Razmerje        | Metrični ekvivalent | Opis        |
| ---------------------------------------------------------------------------------------------- | ------------- | --------------- | ------------------- | ----------- |
| ligula                                                                                         |               | 1⁄48 sekstarija | 11,4 ml             |             |
| cyathus                                                                                        |               | 1⁄12 sekstarija | 45 ml               |             |
| acetabulum                                                                                     |               | 1⁄8 sekstarija; | 68 ml               |             |
| quartarius                                                                                     |               | 1⁄4 sekstarija  | 136 ml              |             |
| hemina ali cotila                                                                              |               | 1⁄2 sekstarija  | 273 ml              |             |
| sextarius                                                                                      |               |                 | 546 ml              | 1⁄6 kongija |
| congius                                                                                        |               | 6 sekstarijev   | 3,27 l              |             |
| urna                                                                                           |               | 4 kongije       | 13,1 l              |             |
| amphora                                                                                        |               | 8 kongijev      | 26,2 l              |             |
| culeus                                                                                         |               | 160 kongijev    | 524 l               |             |
| • Vsi podatki, razen posebej označenih, so iz Smith (1851). Metrični ekvivalenti so približni. |               |                 |                     |             |

### Enote za suhe snovi
| Rimska enota                                                                                   | Slovensko ime | Razmerje        | Metrični ekvivalent | Opis        |
| ---------------------------------------------------------------------------------------------- | ------------- | --------------- | ------------------- | ----------- |
| ligula                                                                                         |               | 1⁄48 sekstarija | 11,4 ml             |             |
| cyathus                                                                                        |               | 1⁄12 sekstarija | 45 ml               |             |
| acetabulum                                                                                     |               | 1⁄8 sekstarija  | 68 ml               |             |
| quartarius                                                                                     |               | 1⁄4 sekstarija  | 136 ml              |             |
| hemina ali cotila                                                                              |               | 1⁄2 sekstarija  | 273 ml              |             |
| sextarius                                                                                      |               |                 | 546 ml              | 1⁄6 kongija |
| semimodius                                                                                     |               | 8 sekstarija    | 4,36 l              |             |
| modius                                                                                         |               | 16 sekstarijev  | 8,73 l              |             |
| • Vsi podatki, razen posebej označenih, so iz Smith (1851). Metrični ekvivalenti so približni. |               |                 |                     |             |

## Masa
Enote za maso so večinoma temeljile na faktorju 12. V Rimski republiki so se imena nekaterih enot za maso uporabljala tudi za poimenovanje kovancev, ki so imeli enake ulomljene vrednosti večjih osnovnih enot: libra za maso se je za kovance imenovala as. Sodobne ocene kažejo, da je libra tehtala 322 do 329 gramov. Njena trenutna splošno sprejeta vrednost je 5076 granov (zrn) ali 328,9 gramov.
Uncijalna delitev libre je bila:
| Rimska enota | Slovensko ime | Razmerje    | Metrični ekvivalent | Opis |
| --- | ------------- | ----------- | ------------------- | ---- |
| uncia | rimska unča   | 1⁄12 libre  | 27,4 g              |      |
| sescuncia ali sescunx |               | 1⁄8 libre   | 41,1 g              |      |
| sextans |               | 1⁄6 libre   | 54,8 g              |      |
| quadrans ali teruncius |               | 1⁄4 libre   | 82,2 g              |      |
| triens |               | 1⁄3 libre   | 109,6 g             |      |
| quincunx |               | 5⁄12 libre  | 137,0 g             |      |
| semis ali semissis |               | 1⁄2 libre   | 164,5 g             |      |
| septunx |               | 7⁄12 libre  | 191,9 g             |      |
| bes ali bessis |               | 2⁄3 libre   | 219,3 g             |      |
| dodrans |               | 3⁄4 libre   | 246,7 g             |      |
| dextans |               | 5⁄6 libre   | 274,1 g             |      |
| deunx |               | 11⁄12 libre | 301,5 g             |      |
| as ali libra | rimski funt   |             | 328,9 g             |      |
| • Vsi podatki, razen posebej označenih, so iz Smith (1851). Metrični ekvivalenti so približni, izračunani iz razmerja 1 libra = 328,9 g. |               |             |                     |      |

Delitev uncije:
| Rimska enota | Slovensko ime | Razmerje     | Metrični ekvivalent | Opis |
| --- | ------------- | ------------ | ------------------- | ---- |
| siliqua |               | 1⁄144 uncije | 0,19 g              |      |
| obolus |               | 1⁄48 uncije  | 0,57 g              |      |
| scrupulum |               | 1⁄24 uncije  | 1,14 g              |      |
| semisextula |               | 1⁄12 uncije  | 2,28 g              |      |
| sextula |               | 1⁄6 uncije   | 4,57 g              |      |
| sicilicius |               | 1⁄4 uncije   | 6,85 g              |      |
| duella |               | 1⁄3 uncije   | 9,14 g              |      |
| semuncia |               | 1⁄2 uncije   | 13,7 g              |      |
| uncia | rimska unča   |              | 27,4 g              |      |
| • Vsi podatki, razen posebej označenih, so iz Smith (1851). Metrični ekvivalenti so približni, izračunani iz razmerja 1 libra = 328,9 g. |               |              |                     |      |

## Čas

### Leta
Rimljani so imeli zapleten koledar, katerega so leta 45 pr. n. št. zamenjali z julijanskim koledarjem. V julijanskem koledarju je imelo navadno leto 365 dni, prestopno leto pa 366 dni. Od leta 45 pr. n. št. do leta 1 n. št. so prestopna leta vrivali v nepravilnih intervalih, od leta 4. n. št. dalje pa so si prestopna leta sledila v pravilnih štiriletnih intervalih. Leta so številčili bolj redko in so jih namesto tega določali z imeni konzulov za tisto leto. Kadar so okoliščine zahtevale številko leta, so uporabljali grške olimpijade ali število let od ustanovitve Rima (ab urbe condita) leta 753 pr. n. št.. V srednjem veku so številčenje let  spremenili v Anno Domini.
V večjem delu sodobnega sveta se uporablja gregorijanski koledar, ki se od julijanskega razlikuje po tem,  da vsaka štiri stoletja preskoči tri prestopna leta, s čimer se bolj približa dolžini tropskega leta.

### Teden
Rimljani so dneve združevali v osemdnevne cikle, imenovane nundina. Vsak osmi dan je bil semanji dan.
Astrologi so neodvisno od nundinae uporabljale sedemdnevni cikel, imenovan hebdomada, v katerem so posamezni dnevi predstavljali enega od sedmih klasičnih planetov. Prvi dan v tednu je bil Saturnov dan,  kateremu so sledili Sončev, Lunin, Marsov, Merkurjev, Jupitrov in Venerin dan.  Domneva se, da se je astrološki dan začel s sončnim vzhodom. Sedemdnevni koledar, ki se je začenjal v soboto zvečer, so uporabljali tudi Judje. Sedmi dan v tednu se je imenoval  šabat, druge dneve v tednu pa so številčili. Izjema je bil petek, ki se je imenoval parasceve (priprava) ali šesti dan. Judovski dnevi so se začenjali s sončnim zahodom. Kristjani so privzeli judovski sedemdnevni teden. Prvi dan v tednu je bila Dominica ali Gospodov dan.  Konstantin Veliki je v čast Neosvojenega sonca,  varuha svoje družine, leta 321 nedeljo razglasil za dela prost dan, s čimer je v rimsko družbo uvedel sedemdnevni teden.

### Ure
Rimljani so dan delili na dvanajst horae ali ure, ki so se začele šteti zjutraj in končale zvečer. Noč je bila razdeljena na štiri straže. Dolžne ur so bile odvisne od letnega časa: pozimi, ko je dan krajši, so bile krajše, poleti pa daljše. Straže so bile pozimi ustrezno daljše, poleti pa seveda krajše.
Astrologi so sončni dan delili na 24 enako dolgih ur, ki so postale osnova za srednjeveško uro in sodobni 24 urni srednji sončni dan. 
Četudi so se ure šele v srednjem veku začele deliti na minute in sekunde, so antični astrologi imeli minuto, ki je bila enaka 1⁄60 dneva, in sekundo, ki je bila enaka 1⁄3600 dneva.